# Maulvi Tamizuddin Khan
Maulvi Tamizuddin Khan (em língua bengali: মৌলভি তমিজউদ্দিন খান; março de 1889 – 19 de agosto de 1963) foi o presidente da Assembleia Constituinte do Paquistão de 1948 a 1954 e da Assembleia Nacional do Paquistão entre 1962 e 1963.

## Biografia
Khan completou seu mestrado em língua inglês em 1913 e de direito em 1915, começando sua profissão legal em Faridpur. Foi eleito vice-presidente do município. Em 1926, ele foi eleito para a Assembleia Legislativa Faridpur, Bengala. Ele se juntou ao Congresso Nacional Indiano. Mais tarde, se tornou secretário da Anjuman-i-Islamia e posteriormente se juntou à Liga Muçulmana.

## Carreira
Ele foi demitido da Assembleia Constituinte pelo governador-geral Ghulam Mohammad em 1954. Khan contestou a decisão no tribunal e o caso foi arquivado na manhã de 7 de novembro de 1954, pelo advogado Manzar-e-Alam. Embora o Tribunal Superior concordou e derrubou, o Tribunal Federal sob Muhammad Munir confirmou a demissão. Ele tinha sido presidente do Comité de Princípios Básicos criado em 1949.
"Alvin Robert Cornelius foi o único juiz dissidente no julgamento histórico proferido pelo Supremo Tribunal no caso Maulvi Tamizuddin. Esse julgamento alterou o curso da política no Paquistão para sempre e selou o destino da democracia. A lei o guiou como o interpretou e a consciência dele.".
A decisão de manter a demissão da Assembleia Constituinte foi marcar o início do papel manifesto do estabelecimento militar e civil na política paquistanesa.